# 조반니 디 코시모 데 메디치
조반니 디 코시모 데 메디치(이탈리아어: Giovanni di Cosimo de' Medici,1421년 6월 3일–1463년 9월 23일)는 이탈리아 출신의 은행가이자 예술 후원가이다.
조반니는 코시모 데 메디치와 콘테시나 데 바르디 사이에서 태어난 차남이며, 형제로는 맏형 피에로가 있다. 형인 피에로는 건강하지 못한 편이었으나 이와달리 그는 건강한 편이었기 때문에 아버지 코시모는 조반니를 후계자로 삼으려고 했던것 같다. 1438년부터 그는 페라라에 있는 메디치 은행 분점을 감독하였다. 그는 또한 인문학 교육을 받았고, 주로 음악에 관심을 보였다.
1454년에 조반니는 피렌체 수도원장으로 선출되었고 다음 해 그는 피렌체를 방문한 교황 비오 2세의 대표단의 일원 중 하나였다. 다음 해에 코시모는 그를 메디치 은행의 총재로 임명하였지만, 조반니의 예술과 그 밖에 활동에 대한 관심으로 불만족스러웠고, 그에게 튜터로서 프란체스코 사세티를 붙여주었다.
조반니는 1452년에 니콜로 알레산드리(Niccolò Alessandri)의 딸 마리아 지네르바 디 니콜로 알레산드리(Maria Ginevra di Niccolò Alessandri)와 혼인하였다. 이 혼인은 니콜로가 1433년에 코시모의 망명 기간 제공했었던 거에 대한 지원으로 알려져있으며, 두 가문은 함께 번창하였다. 부부 사이에는 코시모(1454년-1459년)라는 자식 한 명을 두었다. 지네르바는 건강을 위해 자주 온천에 방문했었다. 그녀는 영향력 있는 여성들로 이뤄진 네트워크 망을 만들어 정기적으로 서신을 주고 받았다. 그녀는 1478년 8월 2일 이후에 사망했다.
조반니는 1463년에 42세의 나이로 사망했고 산 로렌초 성당에 안치되었다. 이후 그와 그의 형제를 위한 기념비가 안드레아 델 베로키오에 의해 세워졌다.
조반니 디 코시모 데 메디치는 예술 후원가로서도 유명했다. 그는 미켈로초 미켈로치가 지어준 피에솔레의 메디치 저택을 지녔었다(조반니의 친구인 레온 바티스타 알베르티와의 합작으로 추정). 그는 조각, 동전, 필사본, 보석, 악기 등 여러 가지를 수집했다. 그를 위해 작업했던 예술가들 중에는 미노 다 피에솔레, 데시데리오 다 세티냐노, 도나텔로, 도메니코 베네치아노, 필리포 리피, 페셀리노 등이 있다.